# Cảng Onahama

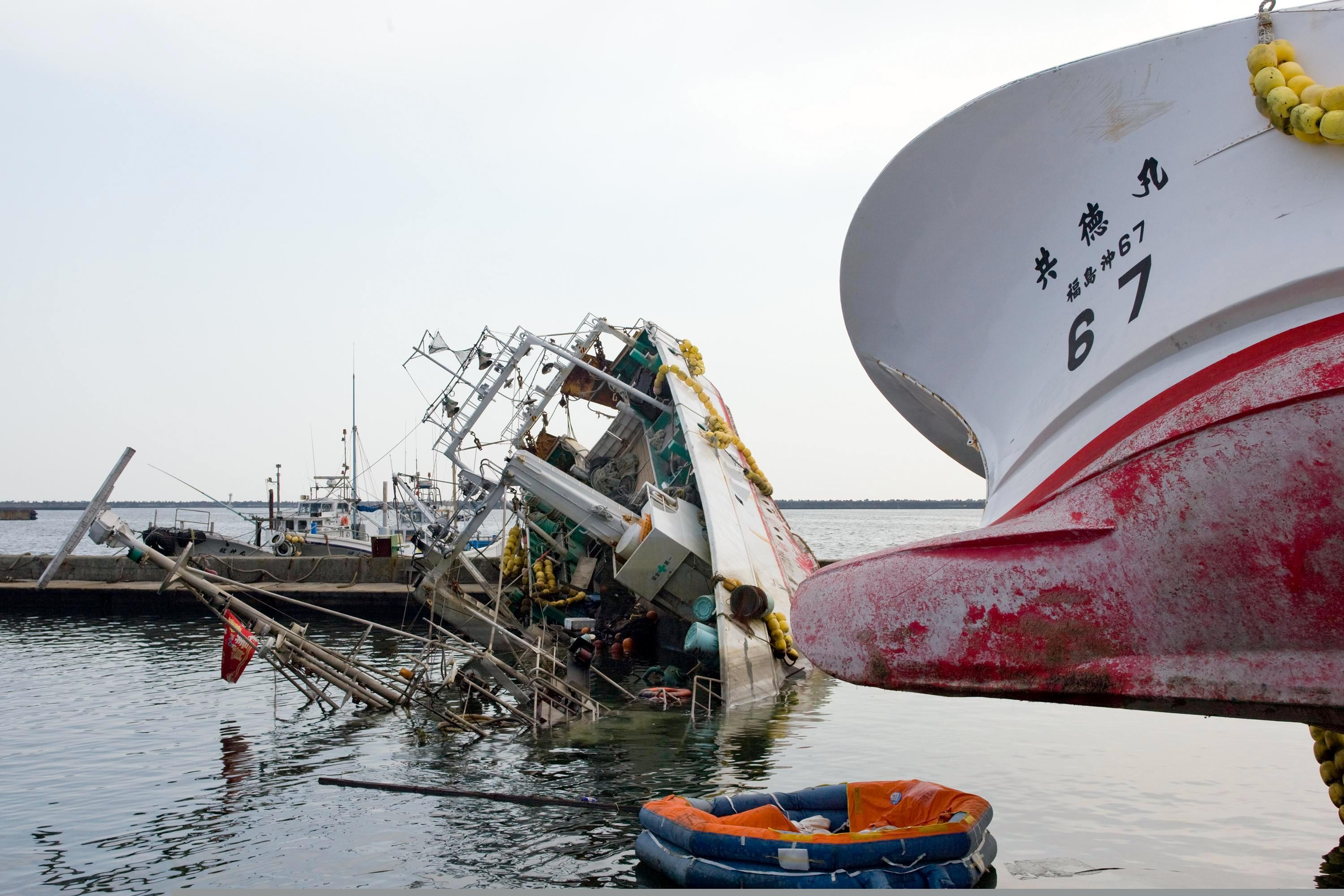
Cảng Onahama sau trận động đất và sóng thần Tōhoku 2011

Cảng Onahama (小名浜港 Onahama-kō) là cảng biển nằm ở thành phố Iwaki, tỉnh Fukushima, Nhật Bản.